# Šabatu
Šabatu war der babylonische Name des elften Monats im babylonischen Kalender. Da im Monat Tašritu gemäß der babylonischen Quellen entweder das erste Neulicht oder der erste Vollmond des Herbstes lag, begann der Monat Šabatu im Normalfall frühestens am 5. Januar und spätestens am 10. Februar. Im Jüdischen Kalender, der von den Juden während des Babylonischen Exils zwischen 586 und 536 v. Chr. aus dem Babylonischen Kalender übernommen wurde, entspricht der Šabatu dem Monat Schevat.